# ReVanced
ReVancedは開発終了したYouTube Vancedを後継するために開発されたパッチ適用ツールである。対応しているパッチであれば、YouTube以外のアプリにも、パッチを適用出来る。

## ソフトウェア
- ReVanced CLI

- ReVanced Patch
- ReVanced Patches
- ReVanced integrations
- ReVanced Manager
- ReVanced Website
- ReVanced API

## 仕組み
前身のYoutube Vancedでは、APKファイルをダウンロードする形式であったため、開発終了に追い込まれた。ReVancedでは既に改造されたアプリ(APKファイル)をダウンロードするのではなく、既にインストールされたアプリにダウンロードしたパッチを適用する形式で改造する。
ルート化されていない端末はパッケージ名を変えてインストールする。また、ルート化されている端末ではアプリを上書きインストールできる。

## 歴史
2022年12月にReVancedはDMCAテイクダウンを通知された。